# Megacyllene castroi
Megacyllene castroi är en skalbaggsart som först beskrevs av Prosen 1947.  Megacyllene castroi ingår i släktet Megacyllene och familjen långhorningar. Inga underarter finns listade i Catalogue of Life.